# La Chapelle-Saint-Quillain
La Chapelle-Saint-Quillain è un comune francese di 137 abitanti situato nel dipartimento dell'Alta Saona nella regione della Borgogna-Franca Contea.

## Società

### Evoluzione demografica
Abitanti censiti